# Francesco Maria II della Rovere
Francesco Maria II della Rovere, född 1549, död 1631, var en italiensk monark. Han var regerande hertig av Urbino från 1574 till 1621, och 1623-1625.
Han abdikerade till förmån för sin son Federico Ubaldo della Rovere år 1621. När hans son avled 1623, återtog han tronen. Eftersom han saknade arvingar, överlät han år 1625 hertigdömet på påven, och abdikerade sedan en andra gång.